# اب‌الفس قارایف
اب‌الفس قارایف (ترکی آذربایجانی: Əbülfəs Qarayev Mürsəl oğlu) وزیر اسبق فرهنگ جمهوری آذربایجان بود.

## زندگی
اب‌الفس قارایف ۱۳ نوامبر سال ۱۹۵۶ در شهر باکوی آذربایجان شوروی به دنیا آمد. در سال ۱۹۶۳ به دبیرستان شماره ۲۳ رفته و در سال ۱۹۷۱ در آنجا فارغ‌التحصیل شد. مابین سال‌های ۱۹۷۳ الی ۱۹۷۸ در دانشگاه زبان آذربایجان تحصیل نمود. در سال ۱۹۷۸، در شهرستان ساعتلی آذربایجان به عنوان آموزگار زبان انگلیسی اشتغال داشت. فی‌مابین سال‌های ۱۹۸۰ تا ۱۹۸۵، در «کمیته مرکزی اتحادیه جوانان کمسمل لنین آذربایجان شوروی» ابتدا به عنوان مربی بعد مدیر بخش به فعالیت‌های خود ادامه داد. بین سال‌های ۱۹۸۵–۸۹، چند وظیفه را عهده‌دار شد. وی در سال‌های ۱۹۸۹ تا ۱۹۹۲ در آکادمی علوم روسیه مقطع دکترا را پشت سر گذاشت.
در سال ۱۹۹۲، در «آکادمی مدیریت عمومی روسیه» و در سال‌های ۱۹۹۲–۹۳، در آکادمی مدیریت عمومی جمهوری آذربایجان به عنوان استاد ارشد کار نمود.
در سال‌های ۱۹۹۳–۹۴، ریاست شرکت «İMPROTEKS Kommers» را بر عهده داشت. در سال‌های ۱۹۹۴–۲۰۰۱، سکاندار وزارت جوانان، در میان سال‌های ۲۰۰۱–۲۰۰۶ وزارت جوانان، ورزش و گردشگری و بین سال‌های ۲۰۰۶ الی ۲۰۱۸ وزارت فرهنگ و گردشگری جمهوری آذربایجان بود. در سال ۲۰۱۸، به زمامداری وزارت فرهنگ جمهوری آذربایجان رسید. وی ۲۱ ماه مه سال ۲۰۲۰، از سمت وزارت فرهنگ برکنار شد. 

## حریم شخصی
اب‌الفس قارایف متأهل است و یک فرزند دارد.

## جایزه
- در ۱۱ نوامبر سال ۲۰۱۶، به فرمان رئیس‌جمهوری آذربایجان نشان «شهرت» این کشور به اب الفس قارایف اعطاء گردید.[۵]
- در ۱ اوت سال ۲۰۱۹، نشان درجه ۱ «برای خدمت به میهن» جمهوری آذربایجان را اخذ نمود.[۶]